# Ракитенка
Ракитенка (бел. Ракітанка) — деревня в Мстиславском районе Могилёвской области Белоруссии. Входит в состав Ходосовского сельсовета.

## География
Деревня находится в северо-восточной части Могилёвской области, в пределах Оршанско-Могилёвской равнины, к востоку от республиканской автодороги Р73, на расстоянии примерно 24 километров (по прямой) к юго-западу от Мстиславля, административного центра района. Абсолютная высота — 180 метров над уровнем моря.

## История
В конце XVIII века Ракитенка входила в состав Мстиславского воеводства Великого княжества Литовского.
Согласно «Списку населенных мест Могилёвской губернии» 1910 года издания населённый пункт входил в состав Ракитенского сельского общества Белицкой волости Чериковского уезда Могилёвской губернии. Имелось 66 дворов и проживало 275 человек (136 мужчин и 139 женщин).
Советская власть была установлена в январе 1918 года. В 1931 году был организован колхоз, который в 1932 году объединял 33 хозяйства и имел 208 га пашни. В 1940 году к Ракитанкам была присоединена деревня Поповщина.
Во время Великой Отечественной войны, в период с 15 июля 1941 года по 30 сентября 1943 года, деревня оккупирована немецко-фашистскими захватчиками. За время оккупации немцами было сожжено 60 дворов и убито 32 жителя деревни.
До 2012 года входила в состав ныне упразднённого Заболотского сельсовета.

## Население
По данным переписи 2009 года, в деревне проживало 17 человек.